# Wettlkam
Wettlkam ist ein Ortsteil von Otterfing im oberbayerischen Landkreis Miesbach. 

## Geographie
Die Ortschaft liegt circa 2,2 Kilometer nordwestlich vom Ortszentrum in Richtung Arget.

## Geschichte
Die Endung -kam, oberdeutsch für -heim, weist auf eine Besiedlung etwa im 7./8. Jahrhundert hin. Urkundlich wurde Wettlkam erstmals 1126 in den Traditionen des Klosters Tegernsee als „Wetelencheim“ erwähnt.

## Infrastruktur und Sehenswertes
Das Kirchdorf ist landwirtschaftlich geprägt. Sehenswert ist die Filialkirche Heilig Kreuz vom Anfang des 16. Jahrhunderts. Sie und drei weitere Objekte sind in die Liste der Baudenkmäler in Wettlkam eingetragen.

## Persönlichkeiten
- Katja Ebstein (* 1945), Sängerin und Schauspielerin, lebt und arbeitet hier
- Thomas Müller (* 1989), Fußballspieler beim FC Bayern München, hat seinen Wohnsitz in Wettlkam